# Екатерина Велимировић
Екатерина (световно Катарина Велимировић; Стрмна Гора код Ваљева, 12. септембар 1860 — Манастир Лелић, 26. август 1945) била је српска монахиња Манастира Лелића и мајка светог владике Николаја Велимировића.

## Биографија
Монахиња Екатерина (Велимировић) рођена је 12. септембара 1860. године у Стрмној Гори код Ваљева од оца Алексе и мајке Пајке Филиповић.
Катарина је била најстарије од шесторо деце у благочестивој заједници својих родитеља. Крштена је у Манастиру Ћелије добивши име Екатарина. Кућа у којој је одрастала бројала је много чланова. Филиповићи су били побожна породица и гледали су да своју кћер удају у добру кућу за честитог и богобојажљивог момка. И тако и би. Када јој је било деветнаест година, Ката се удаде за Драгомира Велимировића у суседно село Лелић.
На Туциндан 1880. године њу и мужа јој Драгомира Бог обрадова првом златном јабуком, дарујући им сина Николу потоњег владику (Николаја Велимировића). После Николе родише се: Стеван, Душан, Нинко, Богосав, Љубисав, Алекса, Николија (звана Косана) и Ангелина. Мајци Кати пуне и руке и душа. Веселе црне очице њених соколова и соколица сијале су из сваког кутка куће.
Божијим промислом, после великих преговора, Николу као најстаријег уписаше у први разред 1888. године. Одмах је био запажен као веома надарено и бистро дете и тако је и остало током читавог даљег школовања. Катарина и Драгомир, благочестиви, побожни људи одгајали су своју децу пажљиво, старајући се да се не огреше о благослов родитељства који им је Господ подарио. Учили су их да буду часни и вредни, марљиви у сваком раду којег би се прихватили. Али и они сами су били такви и својим животом деци су давали најбољи пример. Након завршетка богословије, Никола постаје учитељ. 1904. године долази у школу Доње Лесковице, у близини Лелића. Те исте 1904. године почињу дани бола, страдања и туге мајке Катарине и куће Велимировића.
Умире њен седми по рођењу син Богосав у 10-ој години живота. Само две године након Богосава из мајчиног наручја смрт је отргла Љубисава, Николију и Ангелину. Сво троје за годину дана. 1907. године умире јој и Стеван.
Године 1909. умире и Нинко најмлађи Никола након завршених студија у Берну и после прележане тешке болести, дизентерије (од које је и умро његов брат Нинко) Катин и Драгомиров син Никола се уз родитељски благослов монаши и добија име Николај. Убрзо након монашења рокоположен је у чин ђакона и јеромонаха. Био је јако цењен у интелектуалним круговима широм Европе.
Почетак рата 1914. године и харање трбушног тифуса међу војницима. Катин син Душан оболева, у бунилу од велике грознице скаче кроз прозор са другог спрата Ужичке болнице и умире. Иза Душана је остало мушко дете Јован Велимировић (потоњи епископ шабачко-ваљевски) и његова мајка Пеладија, а иза Стевана са Катом остаде његова тек рођена кћер Софија.
Владика Николај изабран за епископа, и устоличен на трон епископа жичких. Своју пострадалу мајку владика Николај је често посећивао и тешио. 1926. године смрт односи и Алексу. Толико несреће се сручило на дом Велимировића, да је право чудо како се сама кућа од толиког бола није срушила. Иза Алексе је остало двоје мушке деце, Тиосав и Радосав и његова жена Вукосава. Катине снахе Пеладија и Вукосава волеле су је као мајку. Њен Нико, како је звала владику Николаја трудио се да је охрабри, поучи да се помири са животом да настави даље. 1929. године умире њен животни сапутник и сапатник, супруг Драгомир. Ката залеђеног срца, као да јој је сваки дан почињао помишљу да ли ће тога дана неко умрети, да ли ће је неко напустити.
Катарина одлази у Манастир Лелић код Ваљева 1943. године где се монаши и добива монашко име Екатерина.
Упокојила се у Господу 26. септембара 1945. године у Манастиру Лелићу. где је и сахрањена.